# Strefa zrzutu
Strefa zrzutu (ang. Drop Zone) – amerykański film sensacyjny z 1994 roku.

## Główne role
- Wesley Snipes – Pete Nessip
- Gary Busey – Ty Moncrief
- Yancy Butler – Jessie Crossman
- Michael Jeter – Earl Leedy
- Corin Nemec – Selkirk
- Kyle Secor – Swoop
- Luca Bercovici – Jagger
- Malcolm-Jamal Warner – Terry Nessip
- Rex Linn – Bobby
- Grace Zabriskie – Winona
- Robert LaSardo – Deputy Dog
- Sam Hennings – Torski
- Claire Stansfield – Kara
- Mickey Jones – Deuce
- Andy Romano – Tom McCracken

## Fabuła
Policjant Pete z bratem Terrym eskortują hakera komputerowego Earla Leedy’ego samolotem. W połowie lotu dochodzi do eksplozji. Ginie Terry, kilku pasażerów wypada z samolotu, wśród nich Leedy. Pete zostaje zawieszony i nikt mu nie wierzy. Postanawia na własną rękę prowadzić śledztwo. Nowo poznana Jessie wprowadza go w środowisko spadochroniarzy. Policjant odkrywa, że skoczkowie wykorzystują swoje umiejętności w celu popełniania przestępstw.